# Międzynarodowy znormalizowany numer książki

ISBN

Międzynarodowy znormalizowany numer książki (ang. International Standard Book Number, ISBN) – niepowtarzalny 13-cyfrowy identyfikator książki, do 31 grudnia 2006 roku zawierał 10 cyfr. Według zaleceń standardu numer ten powinien identyfikować wydawcę, jak również konkretny tytuł oraz edycję (wydanie).

## Historia standardu

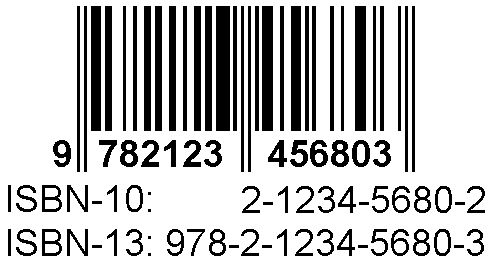
Przykład zastosowania podwójnego oznaczenia wydawnictwa 10- i 13-cyfrowym kodem ISBN wraz z prezentacją w formie kodu kreskowego

System ISBN został utworzony w Wielkiej Brytanii w 1966 roku (został wtedy nazwany „standardowym numerowaniem książek” – Standard Book Numbering, SBN) i przyjęty jako międzynarodowy standard ISO 2108 w 1970 roku. Obecnie ponad 150 krajów i terytoriów jest oficjalnymi członkami ISBN.
Obowiązujący obecnie standard jest rozszerzeniem standardu dotychczasowego – do numerów dziesięciocyfrowych dodano prefiks 978, a znak kontrolny został przeliczony ponownie według algorytmu numeracji Bookland/ISBN wykorzystywanej w kodach kreskowych EAN-13. Po wykorzystaniu wszystkich numerów prefiks 978 zmieniony zostanie na 979. W ten sposób zgodnie z zaleceniami ISO zwiększono zakres liczbowy numeracji i dokonano ujednolicenia standardów.

### ISBN w Polsce
ISBN nadawany jest w Polsce od 1979 roku. Wyszukiwarki mogą wprowadzać w błąd, podając rok pierwszego wydania jeszcze bez numeru ISBN. Używanie ISBN w opisie bibliograficznym w Polsce usankcjonowano Polską Normą PN-82/N-01152.01 w 1982 roku.
Krajowe Biuro ISBN poinformowało, że 1 stycznia 2007 roku wchodzi w życie zaktualizowana międzynarodowa norma ISO 2108, zgodnie z którą numery ISBN zmienia się z 10-cyfrowych na 13-cyfrowe. Książki wydawane w 2006 roku były oznaczone numerami w dwóch formatach. Na książkach wydanych po 1 stycznia 2007 roku można drukować tylko numery mające 13 cyfr.
O popularności stosowania ISBN przez prywatne wydawnictwa przez długi czas decydowały przede wszystkim kwestie podatkowe. Bez tego numeru książka była traktowana jako zwykły towar. Jej sprzedaż wiązała się z zapłaceniem podstawowej stawki VAT-u, która wynosiła 22% (od 2011 roku 23%). Dopiero 1 kwietnia 2019 roku weszła w życie nowa ustawa zrównująca podatek od towarów i usług dla książek z numerem ISBN, bez niego, a także dla e-booków. Do wszystkich stosuje się podatek VAT o stawce 5%.

## Zasady nadawania
Każda edycja i odmiana książki (oprócz przedruków) otrzymuje swój własny ISBN.
Często nowe polskie wydania jeszcze w 1994 roku były jednak oznaczane niezmienianym numerem ISBN, a nieunikatowe numery ISBN, np. z 1983 roku, powielane w dodrukach już zmienionych wydań jeszcze w 1998 roku. Również zmieniane wydania nie otrzymywały unikatowych numerów ISBN. Biblioteki, by jednoznacznie opisać książkę, stosują różne techniki, np. dopisanie do numeru ISBN ceny książki.
Przed wprowadzeniem prefiksu 978 numer ISBN składał się z czterech pól:
1. kraju pochodzenia
2. wydawcy
3. numeru publikacji
4. znaku sumy kontrolnej.

Różne pola mogą mieć różne długości i dla większej czytelności są zazwyczaj rozdzielane znakami łącznika (dywizu). Nie jest to jednak konieczne, ponieważ stosowane kody prefiksowe umożliwiają jednoznaczne rozbicie nierozdzielonego ciągu cyfr numeru ISBN na części składowe.
Zawartość pola kraju pochodzenia wskazuje na kraj lub ich grupę posługującą się wspólnym językiem, np.: 0 lub 1 oznacza kraj anglojęzyczny, 2 – francuskojęzyczny, 3 – niemieckojęzyczny. Polsce przyporządkowany został numer 83. Pole kraju pochodzenia może mieć do 5 cyfr długości.
Numery wydawcy są przydzielane przez odpowiednią narodową agencję ISBN, a numer publikacji jest wybierany przez samego wydawcę. W Polsce za przydzielanie numerów ISBN wydawcom odpowiedzialne jest Krajowe Biuro ISBN, podlegające od 1993 roku Bibliotece Narodowej. Są one wydawane bezpłatnie po spełnieniu odpowiednich wymogów formalnych.
Wydawcy otrzymują pule numerów ISBN (10, 100, 1000 i więcej) stosownie do zgłoszonego bądź przewidywanego zapotrzebowania (większy wydawca – większa pula). Po wykorzystaniu otrzymanej puli wydawca może otrzymać kolejną (być może większą) pulę z innym numerem wydawcy. W rezultacie różne numery wydawcy czasami odpowiadają temu samemu wydawcy.

## Znaczenie grup
Od 1 stycznia 2007 roku numer ISBN składa się z 13 cyfr umieszczonych w pięciu grupach rozdzielanych znakiem (-), na przykład 978-83-01-00000-1.
Każda grupa ma inne znaczenie:
1. Pierwsza grupa to prefiks EAN (w przypadku książek zawsze 978 lub 979), konieczny do utworzenia zapisu EAN, w tym do wygenerowania kodu kreskowego.
2. Druga grupa to kod kraju (w Polsce zawsze 83), potrzebny do lokalizacji wydawcy.
3. Trzecia grupa to oznaczenie identyfikacyjne, czyli prefiks wydawcy. W Polsce ta grupa zawiera zmienną liczbę cyfr, od dwóch do sześciu. Jest to grupa cyfr przypisana na trwałe konkretnemu wydawcy.
4. Czwarta grupa określa wielkość puli numerów, są to różne numery ISBN nadawane kolejnym książkom. W Polsce wydawca otrzymuje 10, 100, 1000 lub 10 000 numerów (nie ma możliwości otrzymania jednego numeru ISBN).
Pierwszy numer ISBN w danej puli zawsze składa się z zer (lub jest to zero). Ostatni składa się z cyfr 9 (lub jest to 9). Wobec tego dla:
  - puli 10 numerów pierwszy numer to 0, ostatni to 9,
  - puli 100 numerów pierwszy numer to 00, ostatni to 99,
  - puli 1000 numerów pierwszy numer to 000, ostatni to 999,
  - puli 10000 numerów pierwszy numer to 0000, ostatni to 9999,
  - puli 100000 numerów pierwszy numer to 00000, ostatni to 99999.

Na przykład:
  - 978-83-900210-1-0 – jest to drugi numer ISBN (1) z puli 10 numerów o prefiksie 900210
  - 978-83-89405-00-5 – jest to pierwszy numer ISBN (00) z puli 100 numerów o prefiksie 89405
  - 978-83-7432-357-4 – jest to trzysta pięćdziesiąty ósmy numer ISBN (357) z puli 1000 numerów o prefiksie 7432
5. Na końcu numeru ISBN zawsze znajduje się jedna cyfra kontrolna, która nie koduje żadnych informacji, a jest wynikiem działania matematycznego, wykonanego na poprzednich cyfrach[8].

### Kody niektórych krajów
- 0 i 1 – kraje anglojęzyczne
- 2 i 10 – kraje francuskojęzyczne
- 3 – kraje niemieckojęzyczne, ale bez Niemieckojęzycznej Wspólnoty Belgii
- 4 – Japonia
- 5 – kraje rosyjskojęzyczne
- 7 – Chiny
- 81 i 93 – Indie
- 82 – Norwegia
- 83 – Polska
- 85 – Brazylia
- 87 – Dania
- 88 – Włochy
- 89 – Korea Południowa
- 90 i 94 – region z językiem niderlandzkim i flamandzkim oraz Niemieckojęzyczna Wspólnota Belgii
- 91 – Szwecja
- 950 – Argentyna
- 951 i 952 – Finlandia
- 956 – Chile
- 972 i 989 – Portugalia
- 957 i 986 – Tajwan
- 960 – Grecja
- 962 i 988 – Hongkong
- 963 – Węgry
- 964 – Iran
- 965 – Izrael
- 967 i 987 – Malezja
- 979 – Indonezja
- 981 i 9971 – Singapur
- 9946 – Korea Północna
- 9979 – Islandia
- 99915 – Malediwy
- 99923 – Ekwador
- 99929 – Mongolia
- 99937 – Makau
- 99951 – Kongo
- 99953 – Paragwaj

Szwajcaria używa 2, 3 lub 88, zależnie od języka. W Luksemburgu, mimo że większość książek wydaje się tam po niemiecku, obowiązuje 2.

### Suma kontrolna
Algorytm sumy kontrolnej skonstruowano tak, by zapewniał wykrycie pojedynczego błędu.

#### ISBN-10
Znak kontrolny jest sumą cyfr pomnożonych przez ich pozycje, modulo 11, przy czym 10 jest reprezentowane jako X.
Czyli algorytm liczenia sumy kontrolnej ISBN 10 można zapisać następująco:
```
function
 
isbn10Control
(
isbn
)
 
{

  
var
 
sum
 
=
 
0
;

  
var
 
noDash
 
=
 
isbn
.
replace
(
'-'
,
 
''
);

  
for
 
(
var
 
i
 
=
 
0
;
 
i
 
<
 
9
;
 
i
++
)
 
{

    
sum
 
+=
 
(
i
 
+
 
1
)
 
*
 
noDash
[
i
];

  
}

  
var
 
controlNumber
 
=
 
sum
 
%
 
11
;

  
if
 
(
controlNumber
 
==
 
10
)
 
{

    
controlNumber
 
=
 
'X'

  
}

  
return
 
controlNumber
;

}

```

Na przykład by znaleźć sumę kontrolną numeru ISBN, którego pierwsze dziewięć cyfr to 83-267-3120-, obliczamy:
(1·8 + 2·3 + 3·2 + 4·6 + 5·7 + 6·3 + 7·1 + 8·2 + 9·0) mod 11 =

= (8 + 6 + 6 + 24 + 35 + 18 + 7 + 16 + 0) mod 11 =

= 120 mod 11 = 10
Zatem znakiem kontrolnym jest X i pełny numer to 83-267-3120-X.

#### ISBN-13
Znak kontrolny w trzynastocyfrowej wersji numeru ISBN obliczany jest następująco:
poszczególnym cyfrom numeru ISBN nadawane są odpowiednie wagi. Pierwsza cyfra otrzymuje wagę 1, druga 3, trzecia 1 itd. (dla cyfr na nieparzystych pozycjach – jedynki, na parzystych – trójki). Mnoży się każdą cyfrę przez jej wagę, a następnie wszystkie iloczyny dodaje się do siebie. Tak otrzymaną sumę dzieli się przez 10, a otrzymaną resztę z dzielenia odejmuje od 10. Jeśli reszta wynosi 0, to znakiem kontrolnym jest także 0.
Algorytm ten można opisać wzorem:
{\displaystyle z_{13}=(10-((z_{1}+z_{3}+z_{5}+z_{7}+z_{9}+z_{11}+3\cdot (z_{2}+z_{4}+z_{6}+z_{8}+z_{10}+z_{12})){\bmod {1}}0)){\bmod {1}}0}
gdzie:
{\displaystyle x{\bmod {y}}} to reszta z dzielenia {\displaystyle x} przez {\displaystyle y.}
- na przykład znak kontrolny dla numeru 978-3-16-148410-0 oblicza się następująco:

9·1 + 7·3 + 8·1 + 3·3 + 1·1 + 6·3 + 1·1 + 4·3 + 8·1 + 4·3 + 1·1 + 0·3 = 100
100 : 10 = 10
dzielenie bez reszty, więc znak kontrolny wynosi 0.
- a dla numeru 978-83-7181-510-2 oblicza się następująco:

9·1 + 7·3 + 8·1 + 8·3 + 3·1 + 7·3 + 1·1 + 8·3 + 1·1 + 5·3 + 1·1 + 0·3 = 128
128 : 10 = 12 reszty 8
10 – 8 = 2
Znak kontrolny wynosi więc 2.